# Alfa Monocerotidy
Alfa Monocerotidy (AMO) jsou meteorický roj aktivní od 15. do 25. listopadu, s vrcholem aktivity mezi 21. a 22. listopadem. Meteory dosahují rychlosti až 65 km/s, což se blíží maximální teoretické rychlosti meteoroidů vstupujících do atmosféry. Obvykle má roj nízkou zenitální hodinovou frekvenci (ZHR), ale občas vytváří intenzivní meteorické bouře trvající méně než hodinu. Tyto bouře byly pozorovány v letech 1925, 1935, 1985 a 1995.

## Fyzikální vlastnosti
Rychlost meteorů z Alfa Monocerotid činí 65 km/s, což je téměř maximální možná rychlost, jakou meteoroidy mohou dosáhnout při vstupu do atmosféry Země. Radiant roje se nachází v souhvězdí Jednorožce a je dobře pozorovatelný z obou polokoulí. Díky vysoké rychlosti meteoroidů jsou meteory jasné a mají dlouhé stopy, což je činí atraktivními pro pozorovatele.
Mateřské těleso roje, pravděpodobně dlouhoperiodická kometa, dosud nebylo identifikováno. Hypotéza předpokládá, že zvýšená aktivita nastává při průchodu Země prachovými stopami této komety, které byly narušeny gravitačními vlivy planet.

## Historie pozorování
Významné meteorické bouře byly zaznamenány v letech 1925 a 1935, kdy ZHR překročil 1 000 meteorů za hodinu. V roce 1995 předpověděl astronom Peter Jenniskens další zvýšení aktivity. Během pozorování v jižním Španělsku byl potvrzen přesný radiant roje a solární délka vrcholu aktivity. Tato data ukázala, že zvýšení aktivity trvá méně než jednu hodinu.

## Současné předpovědi
V roce 2019 Jenniskens a Esko Lyytinen předpověděli výskyt meteorické bouře s vrcholem kolem 04:50 UTC dne 22. listopadu. Ačkoli se vrchol skutečně odehrál, intenzita byla výrazně nižší než očekávaná, což ukazuje na složitost modelování těchto událostí.